# Foyer fédéral de Payne Bay
Le foyer fédéral de Payne Bay est un établissement d'hébergement destiné aux enfants autochtones, en opération de 1960 à 1962 à Kangirsuk, au Nunavik. L'établissement fait partie du réseau de pensionnats pour autochtones au Canada. 

## Histoire
Le foyer fédéral de Payne Bay est fondé à Kangirsuk (alors nommé Payne Bay) en 1960. Le réseau des foyers fédéraux est administré par le gouvernement fédéral et non-confessionnel. L'objectif à l'époque est d'offrir aux enfants un cadre de vie se rapprochant d'une vie familiale. Les enfants inuit fréquentent une école fédérale pendant le jour, et sont hébergés au sein du foyer fédéral. À Kangirsuk, les deux établissements sont sous la supervision de l'école fédérale. Le foyer fédéral de Payne Bay compte deux établissements, de huit lits. Des résidents inuit de la communauté sont engagés à titre de ménagère ou pour y faire office de figure parentale. Il ferme ses portes en 1962.
L'histoire des foyers fédéraux a peu été étudié, comparativement à celle du réseau des pensionnats pour Autochtones. L'ouverture des foyers fédéraux au Nunavik correspond à la reprise en main du système éducatif inuit par le gouvernement fédéral. Celui-ci était jusque-là laissé au mains de congrégations religieuses. 